# Leonor de Gonzaga-Nevers
Leonor Gonzaga (em italiano: Eleonora Gonzaga; 18 de novembro de 1630 – 6 de  dezembro de 1686), foi uma princesa italiana, Imperatriz consorte do Sacro Império Romano-Germânico, casada com o imperador Fernando III do Sacro Império Romano-Germânico. 
Foi também conhecida por Leonor de Gonzaga-Nevers, por pertencer ao ramo dito de Nevers da família Gonzaga.

## Família
Leonor era filha de Carlos de Gonzaga-Nevers (1609–1631) e da sua prima Maria de Mântua, herdeira dos Ducados de Mântua e de Monferrato.
Seu pai era filho de Carlos I de Mântua tendo morrido antes do próprio pai. A sua avó paterna foi Catarina de Mayenne. Os avós maternos foram Francisco IV Gonzaga, duque de Mântua e de Monferrato, e Margarida de Saboia, Vice-rainha de Portugal.

## Casamento e descendência
Em 30 de abril de 1651 casou em Viena, com o imperador Fernando III de Habsburgo , tornando-se imperatriz consorte. Faleceu em Viena, sobrevivendo 29 anos ao seu marido.
Deste casamento nasceram quatro filhos, dos quais apenas duas meninas atingiram a idade adulta:
- Teresa Maria Josefa (27 de março de 1652 – 26 de julho de 1653);
- Leonor Maria (21 de maio de 1653 – 17 de dezembro de 1697), que casou primeiro com Miguel Korybut Wiśniowiecki, rei da Polónia, e depois com Carlos Leopoldo, duque da Lorena;
- Maria Ana Josefa (30 de dezembro de 1654 – 4 de abril de 1689), que casou com João Guilherme, Eleitor Palatino;
- Fernando José Alois (11 de fevereiro de 1657 – 16 de junho de 1658).

## Imperatriz
Leonor é descrita como uma mulher culta e religiosa. Protegeu e desenvolveu instituições culturais em Viena. Escreveu poemas em italiano, fundou uma academia literária e apesar do seu estrito catolicismo, nunca discriminou escritores protestantes. Manteve um importante papel na corte de Viena mesmo como Imperatriz viúva após 1657, sendo ativa como patrono da cultura, organizando espetáculos de dança e festivais. Expandiu ainda o palácio imperial, o Hofburg.
A nível religioso fundou vários conventos, como o das Ursulinas em Viena (1663), bem como as Ordens Sklavinnen der Tugend (Escravas da Virtude), para senhoras nobres (1662), e a Sternkreuzorden, Ordem da Cruz Estrelada (1668), da qual foi Kaiserin, ou seja, Grã-Mestre.